# Городовые казаки
Городовы́е казаки́ или Поместные казаки (станичные, сторожевые, полковые и другие) — категория государственных служилых людей по прибору на Руси XIV—XVII веков, поселявшихся при пограничных крепостях (сторо́жах, станицах, юртах и так далее) и получавших землю и жалованье под условием несения постоянной сторожевой (пограничной) службы на украинных территориях.
Городовые казаки набирались из вольных охочих людей (добровольцев), не состоявших в тягле, помимо земли, хлебного и денежного жалованья, получали также за службу льготы по торговле и промыслам от государства. Общее руководство городовыми казаками осуществлял Стрелецкий приказ. В Польско-литовском государстве (Речи Посполитой) аналогом городовых казаков были реестровые казаки — часть подчинённого запорожского казачества в XVII—XVIII веках, находившегося на военной службе вне пределов территории Вольностей Войска Запорожского.

## Городовые казаки Руси
В те времена было в обычае учреждать казаков по роду их службы, для сторожи при всех пограничных и даже внутренних русских городах, вместе со стрельцами, воротниками, затинщиками, пушкарями и других званий служилыми людьми. Сих казаков называли городовыми и поместными; они имели своих голов и атаманов. Головы стрелецкие из городов и головы казачьи признаваемы были в одинаковой степени. Казачий приказ управлял атаманами и всем казачьим войском, то есть кормовым и белопоместным (владевших землями без платежа податей), служивших в Москве и городах. Об этом приказе упоминается в 1628 и 1646 гг."— В. Д. Сухоруков
Городовые казаки в первый раз встречаются в летописях в 1444 году при описании битвы с царевичем Мустафой, но, вероятно, они были и прежде.
В царствование Ивана IV они поступили в ведение Стрелецкого приказа и, наравне со стрельцами, составляли особый род русского войска, наряду с дворянами и детьми боярскими, которые находились в ведомстве Разрядов. Городовым казакам были особые списки и книги, как значится в описании царского архива 1575 года: «ящикъ 38-й, а въ немъ книги и списки Козатцкіе при Касыме царе, и Тюменскіе при Иване Царе».
Служили городовые казаки в гарнизонах окраинных городов Русского государства и делились на «кормовых» и «поместных» казаков. Такое наименование их не вполне удачно, так как в их состав входили и «полковые казаки». Привлекаемые на службу в пограничные города, казаки частью получали там хлебное и денежное жалованье, частью же устраивались землями. Первые входили в состав «прибылых» людей города, вторые — «жилецких». Московское правительство из экономических побуждений стремилось увеличивать число последних за счёт первых. Комплектовались городовые казаки призывом на службу целых казачьих отрядов с Мещеры, Северщины, Запорожья, Дона, Волги, Яика и Терека, а также и набором в их состав вольных «охочих людей» за поруками старослужилых казаков, что им «государева царева служба казачья служити въ рядъ съ казаки и живучи, имъ никакимъ воровствомъ не воровать, не красть, не разбивать, зернью не играть и корчмы не держать и лихимъ людямъ, татемъ и разбойникамъ къ нимъ не пріѣзжать и никакою воровскою рухледью не промышлять, государю царю не измѣнять, въ Крымъ, въ Ногай, и въ Литву, и въ Нѣмцы и ни въ которыя орды не отъѣхать и съ города никуда не сбѣжать». А случится что-либо изъ перечисленнаго с новоприборным, «и на насъ поручикахъ пеня и казни поручиковы головы въ его голову мѣсто»; ручалось обыкновенно 10 человек за одного круговой порукой, отмечая, «кто изъ насъ поручиковъ въ лицахъю' (то есть на лицо), на томъ пеня и порука». Городовые казаки делились на сторожевых, пеших и конных, над которыми стояли «головы», атаманы, сотники, есаулы, пятидесятники и десятники, выбиравшиеся сроком на один год. Со второй половины XVII века все городовое казачество южных и юго-западных городов Руси было уже устроено землями поместным порядком.
Как и все служилые люди, российские городовые казаки разделялись на две категории: по «отечеству» — то есть родом из служилой семьи, и «по прибору» — то есть рекрутированные или завербованные.
Городовые казаки несли гарнизонную, полицейскую и пограничную службу на укрепленных («засечных») линиях, преимущественно по южным и восточным границам Русского государства. Городовые казаки выступали на службу со своим оружием и запасами. Городовые казаки были определённым противовесом стрельцам, и в случае стрелецких бунтов участвовали в их подавлении (например, Астраханского восстания 1709 года). Однако, сами по себе, городовые казаки были мало способны к хорошему несению военной службы, и поэтому на офицерские должности (от сотника и старше) у них обычно назначались дети боярские. Позднее казачьи атаманы и «головы», а также сторожевые казаки были приравнены к детям боярским.
Внутреннее устройство городовых казаков было таким же, как у городовых стрельцов. Казаки находились в «приборе» у своего головы, который и набирал их на службу. Казацкий «голова» непосредственно подчинялся городовому воеводе или осадному «голове». Нормальный состав «прибора» исчислялся в 500 человек. «Приборы» делились на сотни, которые находились в «приказе» у сотников. Сотни в свою очередь подразделялись на полусотни (во главе с пятидесятниками) и десятки (во главе с десятниками). Права и обязанности должностных лиц городовых казаков соответствовали функциям таких же должностных лиц у стрельцов. Размещенные по городам казаки получали название того города, где были поселены. У казаков, поступивших на службу отрядами (станицами), сохранялись их выборные атаманы, подчинявшиеся казацкому голове или городовому воеводе.
При Иване Грозном казаки жили в следующих городах, имевших значение острогов и крепостей, и служивших передовой пограничной линией для отражения нападений кочевников: Алатырь, Темников, Кадом, Шацк, Ряжск, Курск, Данков, Чернь, Одоев, Лихвин, Ефремов, Епифань, Пронск, Михайлов, Дедилов, Новосиль, Орёл, Кромы, Мценск, Новгород-Северский, Рыльск и Путивль.
Второй укрепленной линией служили города: Нижний Новгород, Муром, Мещера, Касимов, Рязань, Кашира, Тула, Серпухов, Звенигород, также с казачьими гарнизонами.
В состав Новгородского разрядного полка входили городовые казаки из гарнизонов Пскова, Великого Новгорода, Луги, Опочки, Копорья, Невеля, Ладоги. После расформирования полка в 1710 году все городовые казаки были переведены в драгуны.
Служилое городовое казачество внесло огромный вклад в освоении южных областей, Урала, Сибири и Дальнего Востока. Имена Пашкова, Атласова, Хабарова, Дежнёва и других служилых людей остались не только в истории России и её казачества, но и на географических картах мира.
Делами казаков ведали, в разное время:
- Казачий приказ;
- Разрядный приказ;
- Приказ Казанского дворца;
- Сибирский приказ.

Городовые казаки, в Смутное Время в большинстве своем активно поддержившие самозванцев, после воцарения рода Романовых, опасаясь репрессий, массово переселялись на Дон (донские казаки называли таких «верховскими» и «новоприходцами») и Кавказ, куда их станицы принесли названия городов прежней службы.
В XVIII веке с изменением социальной структуры и реорганизацией российской армии, лучшие городовые казаки из городов-крепостей бывших «засечных черт» Европейской России вошли в состав полков «иноземного строя» — драгунских, рейтарских и солдатских и в Украинский ландмилицский корпус, мало способные к службе переведены в государственные крестьяне и однодворцы.
Городовые казачьи команды были и сформированных в царствование Екатерины II Московском и Санкт-Петербургском Легионах, а в Гатчинских войсках наследника престола Павла Петровича был даже казачий полк.
После вхождения  Белоруссии в Российскую империю при первом разделе польско-литовского государства (Речи Посполитой) в 1772 году 3 412 панцирных бояр в 1807 году перевели в городовые казаки.
Отдельные городовые казачьи полки и команды существовали до конца XIX века, потом они были включены в казачьи войска.

## Сибирские городовые казаки
22 июля 1822 года (согласно Уставу о Сибирских Городовых Казаках) всё казачье население Сибири было разделено на три категории:
1. Сибирское линейное казачье войско и казаки, поселённые на других пограничных линиях (позднее из них образовались Забайкальское казачье войско и Казаки Иркутской губернии),
2. Городовые Сибирские казаки, сведённые в семь конных городовых казачьих полков (Тобольский, Сибирско-Татарский, Томский, Енисейский, Иркутский, Забайкальский, Якутский) и две отдельные городовые казачьи команды (Камчатская и Верхотурская),
3. остальные казаки Сибири были зачислены в категорию станичных казаков.

## Галерея
Городовые казаки в конце XVIII века:
- Рядовой, нестроевой и офицер Казачьей команды Московского Легиона с 1769 по 1775 года.
- Тобольский казак, 1774 год.
- Казак крепости Святого Димитрия Ростовского, 1774 год.